# Bệnh Chagas
 Bệnh Chagas /ˈtʃɑːɡəs/, hay Bệnh do trypanosoma châu Mỹ, là bệnh ký sinh trùng nhiệt đới  do đơn bào Trypanosomacruzi gây ra. Bệnh lây lan chủ yếu qua côn trùng có tên bọ xít hút máu. Triệu chứng thay đổi theo giai đoạn của bệnh. Trong giai đoạn đầu của bệnh, các triệu chứng thường hoặc là không có hoặc là nhẹ và các triệu chứng đó có thể là: sốt, hạch bạch huyết sưng, nhức đầu, hoặc sưng tại nơi vết đốt. Sau 8–12 tuần, bệnh chuyển sang giai đoạn mãn tính và 60–70% số bệnh nhân không có thêm triệu chứng nào khác nữa. Còn 30 đến 40% số bệnh nhân còn lại thì có thêm triệu chứng khác sau 10 đến 30 năm kể từ khi mới nhiễm bệnh. Các triệu chứng đó bao gồm to tâm thất ở 20 đến 30% số bệnh nhân dẫn đến suy tim. Phình thực quản hoặc phình đại tràng cũng có thể xảy ra ở 10% số bệnh nhân.

## Nguyên nhân và chẩn đoán
T. cruzi thường lây qua người và động vật khác do "rệp môi" hút máu  thuộc phân họ Triatominae. Côn trùng này được gọi bằng một số tên địa phương, như: vinchuca ở Argentina, Bolivia, Chi Lê và Paraguay, barbeiro (thợ cạo) ở Brazil, pito ở Colombia, chinche ở Trung Mỹ, và chipo ở Venezuela. Bệnh cũng lây qua truyền máu, cấy ghép nội tạng, ăn phải thực phẩm bị nhiễm ký sinh trùng, và từ mẹ sang bào thai. Phát hiện bệnh sớm bằng cách tìm ký sinh trùng trong máu dưới kính hiển vi. Phát hiện bệnh ở giai đoạn mãn tính dựa vào tìm kháng thể kháng T. cruzi trong máu.

## Phòng ngừa và điều trị
Phòng ngừa bệnh chủ yếu là diệt bọ xít hút máu và tránh bị chúng đốt. Các biện pháp phòng ngừa khác gồm có sàng lọc máu được dùng để truyền. Tính đến 2013 chưa có vắc xin phòng bệnh. Bệnh ở giai đoạn đầu có thể điều trị bằng thuốc benznidazole hoặc nifurtimox. Thuốc hầu như luôn trị khỏi bệnh nếu cho dùng sớm, tuy nhiên, ít hiệu quả hơn ở người đã mắc bệnh Chagas lâu. Khi được sử dụng để điều trị bệnh mãn tính, thuốc có thể làm chậm hay  ngăn ngừa các triệu chứng ở giai đoạn cuối. Benznidazole và nifurtimox gây tác dụng phụ nhất thời tới ở 40% số bệnh nhân gồm có rối loạn da, nhiễm độc não, và rối loạn đường tiêu hóa.

## Dịch tễ học
Ước tính có 7 đến 8 triệu người, hầu hết ở Mexico, Trung Mỹ và Nam Mỹ mắc bệnh Chagas. Tính đến 2006, bệnh gây 12.500 ca tử vong. Đa số người mắc bệnh là nghèo và không biết mình mắc bệnh. Tình trạng di dân trên quy mô rộng lớn làm gia tăng những vùng có ca bệnh Chagas và các vùng này hiện gồm nhiều nước châu Âu và Hoa Kỳ. Các vùng này cũng tăng trong nhiều năm cho đến 2014. Bệnh được miêu tả lần đầu vào năm 1909 bởi Carlos Chagas mà tên của ông được đặt cho bệnh. Bệnh xảy ra ở hơn 150 động vật khác.